# Martina Terré
Martina Terré Martí  (Barcelona, 28 de agosto de 2002) es una waterpolista española que juega de portera.

## Selección nacional
Es jugadora de la selección femenina de waterpolo de España desde su debut en competiciones internacionales. Ha llegado a disputar el Campeonato Europeo de Waterpolo Femenino de 2022 y el de 2024 así como el Campeonato Mundial de Waterpolo Femenino de 2023 y el de 2024. Uno de los mayores logros de su carrera llegó en los Juegos Olímpicos de París 2024, donde el equipo español consiguió la medalla de oro tras ganar en la final a Australia por 11-9.

## Palmarés internacional
| \| Juegos Olímpicos \| Juegos Olímpicos \| Juegos Olímpicos \| Juegos Olímpicos \| \| Año \| Lugar \| Medalla \| \| \| ------------------ \| ------------------------- \| ---------------- \| ---------------- \| \| 2024 \| París ( Francia) \| \| \| \| Campeonato Mundial \| \| \| \| \| Año \| Lugar \| Medalla \| \| \| 2023 \| Fukuoka ( Japón) \| \| \| \| 2024 \| Doha ( Catar) \| \| \| \| Campeonato Europeo \| \| \| \| \| Año \| Lugar \| Medalla \| \| \| 2022 \| Split ( Croacia) \| \| \| \| 2024 \| Eindhoven ( Países Bajos) \| \| \| |                           |         |
| Juegos Olímpicos |                           |         |
| Año | Lugar                     | Medalla |
| 2024 | París ( Francia)          |         |
| Campeonato Mundial |                           |         |
| Año | Lugar                     | Medalla |
| 2023 | Fukuoka ( Japón)          |         |
| 2024 | Doha ( Catar)             |         |
| Campeonato Europeo |                           |         |
| Año | Lugar                     | Medalla |
| 2022 | Split ( Croacia)          |         |
| 2024 | Eindhoven ( Países Bajos) |         |